# Barkhera
Barkhera es un pueblo y nagar Panchayat situado en el distrito de Pilibhit en el estado de Uttar Pradesh (India). Su población es de 11964 habitantes (2011). 

## Demografía
Según el censo de 2011 la población de Barkhera era de 11964 habitantes, de los cuales 6446 eran hombres y 5518 eran mujeres. Barkhera tiene una tasa media de alfabetización del 63,53%, inferior a la media estatal del 67,68%: la alfabetización masculina es del 74,86%, y la alfabetización femenina del 58,40%.